# Дарницьке
Да́рницьке (до 1946 — Фундум) — село в Україні, в Устилузькій міській територіальній громаді Володимирського району Волинської області.
Населення становить 79 осіб.

## Історія
До 14 серпня 2015 року село входило до складу Хотячівської сільської ради Володимир-Волинського району Волинської області.
12 червня 2020 року, відповідно до розпорядження Кабінету Міністрів України № 708-р «Про визначення адміністративних центрів та затвердження територій територіальних громад Волинської області», увійшло до складу Устилузької міської територіальної громади.
19 липня 2020 року, в результаті адміністративно-територіальної реформи та ліквідації  Володимир-Волинського району(1940—2020), село увійшло до новоутвореного Володимир-Волинського району (від 18 липня 2022 Володимирського).

## Населення
Згідно з переписом УРСР 1989 року чисельність наявного населення села становила 101 особа, з яких 45 чоловіків та 56 жінок.
За переписом населення України 2001 року в селі мешкало 78 осіб.

### Мова
Розподіл населення за рідною мовою за даними перепису 2001 року:
| Мова       | Відсоток |
| ---------- | -------- |
| українська | 97,47 %  |
| російська  | 2,53 %   |